# Liste der Kulturdenkmäler in Hirschhorn (Neckar)
In der Liste der Kulturdenkmäler in Hirschhorn (Neckar) sind Kulturdenkmale der Stadt Hirschhorn (Neckar) und ihrer Stadtteile im hessischen Landkreis Bergstraße aufgeführt. Grundlage der Liste ist die Veröffentlichung des Landesamtes für Denkmalpflege in Hessen.
Das Vorhandensein oder Fehlen eines Objekts in dieser Liste ist keine rechtsverbindliche Auskunft darüber, ob es Kulturdenkmal ist oder nicht: Diese Liste entspricht möglicherweise nicht dem aktuellen Stand der offiziellen Denkmaltopographie. Diese ist für Hessen in den entsprechenden Bänden der Denkmaltopographie Bundesrepublik Deutschland und im Internet unter DenkXweb – Kulturdenkmäler in Hessen einsehbar. Auch diese Quellen sind, obwohl sie durch das Landesamt für Denkmalpflege Hessen aktualisiert werden, nicht immer aktuell, da es im Denkmalbestand immer wieder Änderungen gibt.
Eine verbindliche Auskunft erteilt allein das Landesamt für Denkmalpflege Hessen.
Nutze diese Kartenansicht, um Koordinaten in der Liste zu setzen. In dieser Kartenansicht sind Kulturdenkmale ohne Koordinaten mit einem roten bzw. orangen Marker dargestellt und können in der Karte gesetzt werden. Kulturdenkmale ohne Bild sind mit einem blauen bzw. roten Marker gekennzeichnet, Kulturdenkmale mit Bild mit einem grünen bzw. orangen Marker.

## Kulturdenkmäler der Stadt Hirschhorn (Neckar)
| Bild           | Bezeichnung | Lage                     | Beschreibung | Bauzeit   | Objekt-Nr. |
| -------------- | ----------- | ------------------------ | --- | --------- | ---------- |
| weitere Bilder | Bahnhof     | Bahnhofstraße 1 Lage     | dreigeschossiger, klassizistisch gestalteter Massivbau mit einem T-förmigen Grundriss und einem niedrigen, eingeschossigen Anbau. Ecklisenen und breite Geschossfriese sowie Zahnschnitt und Zierkonsolen gliedern die Putzfassade. Im Erdgeschoss sind Stichbogenfenster und in den Obergeschossen Fenster mit geradem Sturz vorhanden. Runde Giebelfenster weist der markante Giebelbau in den Giebeln auf. | 1879      |            |
| weitere Bilder | Burg        | Hirschhorn (Neckar) Lage | | 1260      |            |
| weitere Bilder | Kirche      | Alleeweg 8 Lage          | | 1891/1892 |            |
| weitere Bilder | Kirche      | Klostergasse 22–26 Lage  | | 1406      |            |
| weitere Bilder | Friedhof    | Schloßstraße 29 Lage     | | um 1700   |            |
| weitere Bilder | Mitteltor   | Hauptstraße 62 Lage      | | 1392      |            |